# Тушканчик малий
Тушка́нчик мали́й, або тарбага́нчик (Pygeretmus pumilio Kerr, 1792) — дрібний гризун родини стрибакових. Мешкає у пустелях, напівпустелях, зрідка — у степах. Живиться зеленню і насінням посухостійких і солевитривалих рослин. Ареал виду складається з двох частин: західна охоплює Донщину, Нижнє Надволжя, Казахстан, Середню Азію, східна — окремі регіони Китаю і Монголії. Чисельність виду висока, в окремих місцинах його вважають шкідником, однак стан ряду підвидів і прикордонних популяцій уразливий.

## Етимологія
В давнину усіх представників сучасної родини стрибакових, включно з тушканчиком малим, українці називали просто узагальнено «стрибак». Цю назву тварини отримали через характерний спосіб пересування скоком. Розвиток зоологічної номенклатури диверсифікував іменування окремих видів і на початку XX століття за тушканчиком малим закріпили назву «земляний заєць малий» відповідно до тогочасної назви спорідненого з ним тушкана великого — «земляний заєць великий». Обидві назви мали народне коріння і вказували, по-перше, на здатність пересуватись скоком (від давньоруського дієслова «заяти» — стрибати), по-друге, на асоціативну схожість вухастих тушканів і тушканчиків зі справжніми зайцями (при цьому слід враховувати, що систематично ці тварини не споріднені), по-третє, на характерну відмінність від тих же зайців — здатність викопувати нори у землі.
З 1920—1930-х років в українській таксономії за аналогією з російською номенклатурою земляного зайця малого стали називати тушканчиком малим. Назва тушканчик (як і тушкан) це запозичення з тюркських мов: чагат. — тушканжик, таушкан, тур. й азер. — таушан. Ця назва закріпилась і наразі визнана основною науковою для цього виду.
З другої половини XX століття поширилась ще одна назва тушканчика малого — тарбаганчик (в наукових джерелах тарбаганчик пустельний). Ця назва також потрапила в українську мову за посередництвом російської, однак її коріння тюркське, адже ареал цього виду охоплює здебільшого зони розселення тюркських народів. Її тлумачать як зменшувальну форму слова тарбаган — алт., хак., тув. тарбаган, телеут. тарбаджан, споріднене з монг. тарбага, що в перекладі означає «бабак». Ймовірно, аналогія між цими гризунами полягає у здатності рити нори, адже зовнішньо і поведінкою бабак і тушканчик не схожі один на одного. Синонімічні назви «тарбаганчик», «земляний зайчик» не випадково вказують на тісний зв'язок тушканчика малого з ґрунтом, оскільки цим тваринам притаманні досить оригінальні підземні житла.

## Таксономія
Перший науковий опис представника цього виду здійснив Роберт Керр у 1792 році. Спочатку він виділив тушканчика малого в самостійний рід Alactagulus. Його думку поділяв відомий зоолог Петер-Симон Паллас, який також описував його як представника цього роду тільки під назвою Alactagulus acontion (1778). Майже два століття науковці тримались думки, що цей рід займає проміжне положення між родами Allactaga (власне сучасні тушкани) і Pygeretmus в підродині п'ятипалих тушканчиків (Allactaginae). Згідно з сучасною систематикою, тарбаганчика виділяють в окремий рід тушканчик, куди, крім нього, входять лише два види — Pygeretmus zhitkovi і Pygeretmus platyurus. Цей рід виник внаслідок дивергентної еволюції з тушканами, що йшла у напрямі спеціалізації від всеїдності до травоїдності.
Згідно з сучасною систематикою в межах виду виділяють п'ять підвидів:
1. Pygeretmus pumilio pumilio (Kerr, 1792) — поширений у Передкавказзі, межиріччі Дону і Волги, Середній Азії та Казахстані (за винятком східних районів країни);
2. Pygeretmus pumilio selevini (Shenbrot, 1995) — поширений на сході Казахстану від лівобережжя Іртиша до відрогів Чингизтау;
3. Pygeretmus pumilio iliensis (Shenbrot, 1995) — мешкає тільки в Ілійський улоговині;
4. Pygeretmus pumilio potanini (Vinogradov, 1926) — ареал цього підвиду простягається від Зайсанської і Алакольскої улоговин на заході до Китаю і Монголії на сході (за винятком Монгольської Джунгарії);
5. Pygeretmus pumilio bulatoides (Shenbrot, 1995) — представники цього підвиду знайдені тільки в Монгольській Джунгарії[7].

## Опис

### Морфометрія
Тушканчик малий — дрібний гризун зі слабко вираженим статевим диморфізмом (самиці трохи більші за самців). Середня довжина тіла самців сягає (103)105—115(125) мм, самиць — 108—126 мм (довжина тіла дрібних особин дорівнює близько 90 мм). Довжина черепа становить 23—26 мм. Середня довжина вух дорівнює 20—30 мм, за іншими джерелами, становить 26—29 мм (22—25 % довжини тіла). Довжина задньої ступні сягає 40—52 мм (40—44 % довжини тіла). Середня довжина хвоста за різними джерелами становить 130—155 мм, причому цей показник дорівнює 120—140 % довжини тіла. Середня вага самців становить 41—58 г, самиць — 46—67 г. Розміри тіла найменші у представників північних популяцій, у напрямку півдня вони збільшуються несильно, а в напрямку заходу і сходу — дуже різко.

### Морфологія
Тушканчик малий має типову для стрибакових зовнішність. Голова у нього відносно велика, заокруглена. Мордочка широка з добре вираженим п'ятачком. Вуха довгасті, але відносно коротші, ніж у тушканів (при загинанні уперед не досягають кінчика носа). Шийний перехват добре виражений. Задні кінцівки розвинені дуже добре, п'ятипалі, без щітки. Хвіст, як правило, злегка потовщений. Опушення на кінці хвоста — «прапор» — слабко розвинуте, причому як чорна, так і біла ділянки «прапора» короткі, у деяких підвидів біла ділянка може бути не виражена взагалі. На відміну від тушканів хутро «прапора» у тарбаганчика не розділене на два боки, тобто не має вигляду пера. Забарвлення верхньої частини голови і спини загалом тьмяне, воно відрізняється у різних популяцій: на заході та півночі ареалу переважають особини оливково-бурі, а чимдалі на південь і схід тим більше трапляється особин зі світлим піщано-сірим верхом. На верхній стороні тіла ледь помітна поздовжня темна смугастість, найтемніші ділянки верхньої частини тіла — середина і задня частина спини. Губи, передня частина щік, горло і черево білі. Середня частина стегна білувата, нижня — темна. Ступні і пальці задніх кінцівок вкриті коротким білим, з боків довшим буруватим волоссям, спрямованим униз. Низ плесна і пальців голий.
Череп відносно великий з тонкими і не надто розставленими вилицевими дугами. Мозкова коробка широка у задній частині з широким міжочним проміжком. Відмінності у будові черепа в порівнянні з дрібними видами тушканів незначні: верхня поверхня мозкової коробки більш-менш різко переходить у внутрішню стінку очної ямки, тобто лобна й орбітальна пластинки утворюють виразний злам або грань при переході одна в одну; бічні лінії мозкової коробки від міжочного звуження до середини зовнішнього краю тім'яної кістки (при огляді черепа зверху) майже прямолінійні. Зубні ряди відносно слабко розходяться назад. Ширина твердого піднебіння на рівні третіх корінних зубів вдвічі або майже вдвічі перевищує його ширину на рівні перших корінних. В порівнянні з тушканами жуйна поверхня корінних зубів у тарбаганчиків спрощена, але не відрізняється від такої у інших представників роду Pygeretmus: обидві додаткові зовнішні петлі атрофовані, тобто на зовнішній поверхні присутні лише три видатних неподвоєних кути, причому ці кути загострені сильніше, ніж у тушканів. Значна частина молодих особин має рудимент несправжньокорінного (передкорінного) зуба у верхній щелепі, однак цей зуб не має власної альвеоли, тому дорослі особини його завжди втрачають.
В будові скелету кінцівок виявлені такі особливості: 1) відносно коротка стегнова кістка (коротша, ніж у дрібних тушканів); 2) довга великогомілкова кістка; 3) відносно коротка приросла малогомілкова кістка; 4) коротша, ніж у тушканів, цівка. Перший палець на задніх кінцівках розвинутий добре і трохи перевищує у довжину п'ятий палець, бічні пальці не досягають основи середніх. Основна фаланга другого пальця вдвічі довша за середню. Кінцеві фаланги опорних пальців мають сильно розвинені, поділені на частки шкіряні подушечки (мозолі). Конічна мозоля при основі середніх пальців задніх кінцівок має вужчу основу, ніж у тушканів.
Пеніс ланцетоподібний. Його верхню поверхню шипики вкривають тільки біля кінця, в той час як при основі і в середній частині залишається гола ділянка з двома слабкими поздовжніми борознами. На бічних поверхнях пеніса шипики відігнуті у напрямку середньої лінії.
Число хромосом = 48, їхня будова ідентична близькоспорідненому виду Pygeretmus platyurus.

## Поширення
Сучасний ареал тушканчика малого вельми осяжний. Його західна частина охоплює Передкавказзя, Прикаспійську низовину, Нижнє Надволжя, середня — Казахстан і Середню Азію, східна — окремі райони Киргизстану, Китаю, Монголії. На заході кордон розповсюдження проходить через долину Манича, сягає низов'їв Дону в районі селища Іловля, далі простирається на схід до низов'їв Волги. Уздовж її річища тушканчики малі підіймаються до Середнього Надволжя в районі села Чорний Яр. Далі межа ареалу простягається волзьким лівобережжям до широти Вольська і середньої течії Урала в околицях села Коловертне. Ще далі на схід північна межа розповсюдження пролягає через казахські гори Улитау, долину річки Нура, Тургайський степ і річку Іртиш (в околицях міста Семей). Східний кордон ареалу переривчастий і включає окремі області оселення в Киргизстані (в районі озера Ала-Куль), західних районах Китаю (Сіньцзян, пустелі Алашань і Ордос) та Монголії (улоговина Барун-Хурай). Південний кордон ареалу простирається від Дагестану, через іранське (південне) узбережжя Каспійського моря, південну частину плато Устюрт до узбережжя Аральського моря в районі гирла Амудар'ї. За межами цієї суцільної лінії на відстані кількох сотень кілометрів існують ексклави розселення тарбаганчиків у південних районах Казахстану (гирло Сирдар'ї), Туркменістану (межиріччя Теджена і Мургаба) і Узбекистану (на півдні Кизилкуму).
Слід зазначити, що в минулому ареал тушканчика малого був значно більший, перш за все, у західній своїй частині, де він охоплював терени південної України. Викопні рештки представників цього таксону, датовані середнім плейстоценом, знайдені в Криму, на Полтавщині поблизу Кременчука і Крюкова (взагалі викопні рештки виду відомі з пізнього пліоцену). Посилаючись на описи О. Д. Нордманна, припускають, що в Криму цей гризун мешкав іще в середині XIX століття. Аналогічні припущення роблять стосовно Слобожанщини і Полтавщини, хоча ці повідомлення менш обґрунтовані. В сучасній українській фауні цей вид відсутній.

## Екологія

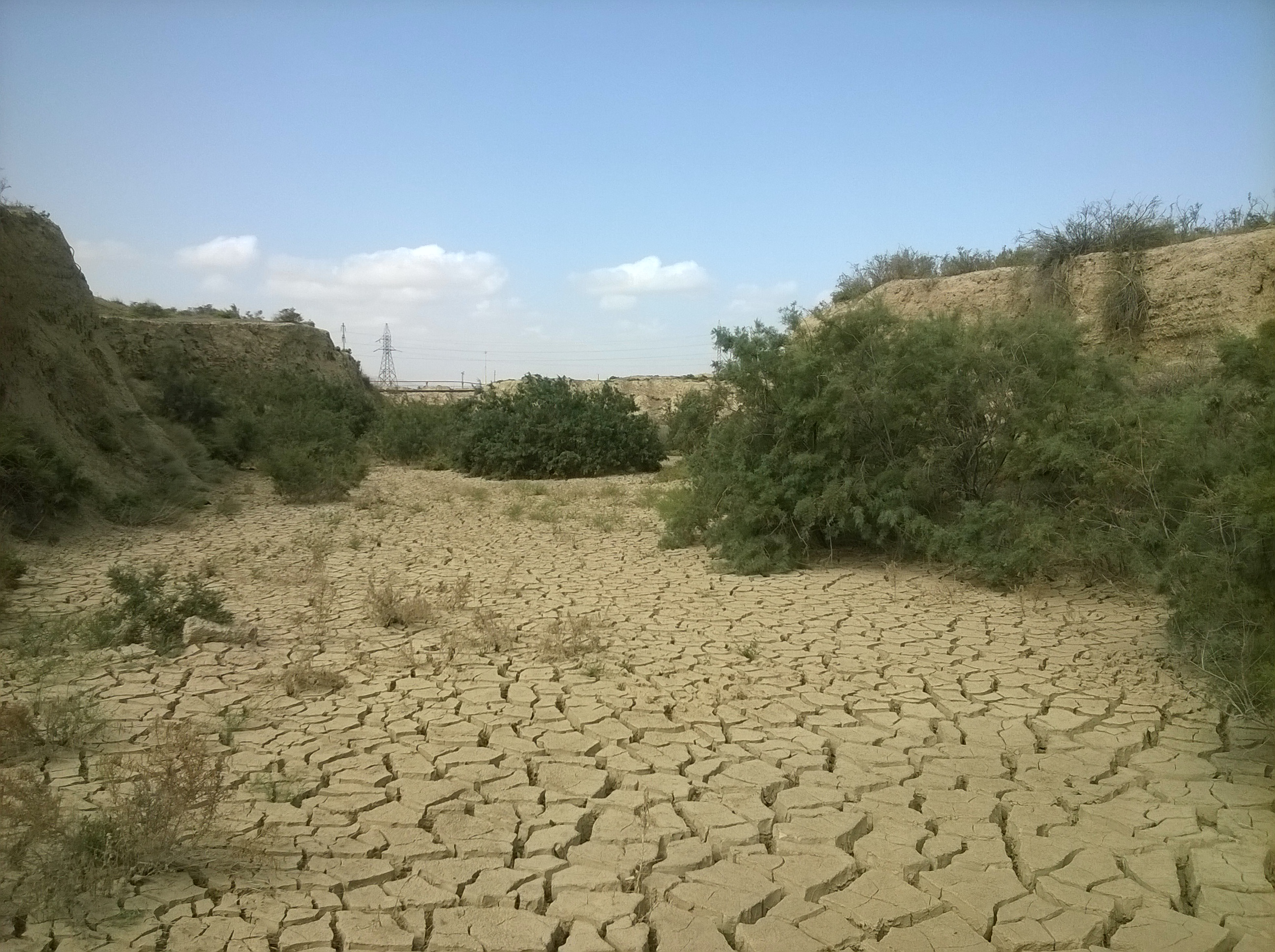
Такир — один з ландшафтів, які тарбаганчику особливо подобаються.

Типові оселища тушканчика малого — пустелі і напівпустелі, у прикордонних частинах ареалу ці тварини мешкають навіть у степах південного типу (з невисоким і негустим травостоєм). В межах цих природних зон тарбаганчики оселяються лише на тих ділянках, де наявні щільні глинисті ґрунти і є трав'яний покрив (наприклад, вони не заселяють пустелі і напівпустелі з домінуванням чагарниково-деревної рослинності). Водночас, ці гризуни не люблять зімкнутого травостою і в усіх місцинах тяжіють до біотопів з оголеною землею: такирів, солончаків і солонців. На заході ареалу вони займають лише ділянки, де проєктивне покриття рослинності не перевищує 40 %. На півночі і сході ареалу, крім глинистих, займають ділянки з глинисто-щебінчастими субстратами. Така вибірковість обумовлена, з одного боку, будовою кінцівок, які у тушканчика малого пристосовані до бігу по твердій поверхні, з іншого боку, це пов'язано із раціоном тварин, які живляться переважно солевитривалими пустельними рослинами, такими як Anabasis, Nanopphyton, курай, содник тощо. Показово, що за межами основного ареалу усі ексклави розповсюдження цього виду приурочені саме до ділянок солонцюватих пустель. Тушканчик малий не належить до синантропних видів, однак сусідства людини не уникає. У Надволжі і Середній Азії його нори часто трапляються на узбіччях ланів і баштанів.
Щільність популяцій залежить від географічного розташування й екологічних факторів. Так, середня густина поселень номінативного підвиду на заході ареалу становила 4—7 особин/га, а підвиду Pygeretmus pumilio selevini у Казахстані 4—5 особин на 10 км облікового маршруту. На заході ареалу найбільші популяції мали густину 10—30 особин/га (в Дагестані навіть 66 особин/га). Водночас на крайньому сході ареалу в Монголії середня густина популяцій становить лише 3 особини/га, а максимальна не перевищує 10. Так само малочисельні популяції за межами основного ареалу і в Ілійській улоговині: в Каракумі їхня густина не перевищує 2—3 особин/га, в Ілійській улоговині — 2—3 особин на один кілометр пішого маршруту. Багато дослідників свідчать про значні коливання чисельності в одній і тій же популяції в різні роки: наприклад, на півдні ареалу зафіксовані перепади у 9,6 рази, у північно-західних осередках — у 20,7 рази.

## Спосіб життя
Тушканчики малі ведуть осілий одиночний спосіб життя. Розміри ділянок, зайнятих самицями, варіюють від 0,39 до 0,82 га, ділянки самців обіймають від 1,1 до 2 га, причому вони збільшуються під час гону. Зазвичай ділянка одного самця повністю перекриває ділянки 2—3 самиць і на 15—20 % ділянки інших самців. При ущільненні популяцій до 12—15 особин/га ділянки тушканчиків можуть перекривати одна одну аж до повного накладання контурів. В цьому випадку тварини годуються на них сумісно, але користуються окремими норами. Зазвичай на індивідуальній ділянці буває 2—3 постійних нори і до 12 захисних. Представники цього виду не надто агресивні, їм не властиві навички активного захисту території. При збільшенні чисельності тварини мінімізують сутички між собою, однак намагаються уникати сусідів.
Тушканчики малі належать до нічних тварин, вони бувають активними з вечірніх сутінок до сходу сонця, причому на рівень їхньої нічної діяльності впливає фаза Місяця. Крім того, активність цих тварин залежить від пори року. Над поверхнею землі вони показуються у період з весни до пізньої осені, а взимку впадають у сплячку, яку переривають під час відлиг. Першими залягають у сплячку самці і молодняк, народжений весною цього року, пізніше — самиці і молодняк, народжений восени. Жирові накопичення при заляганні в сплячку становлять близько 8,2 % маси тіла. Найдовше сплячка тарбаганчиків триває у Центральному Казахстані (6 місяців), на півночі ареалу її тривалість не перевищує 4—4,5 місяців, а на півдні скорочується до 3,5. Линяння у цих тварин відбувається поступово протягом теплої пори року, однак його пік у дорослих особин припадає на червень, молодняк, народжений навесні, линяє у вересні.

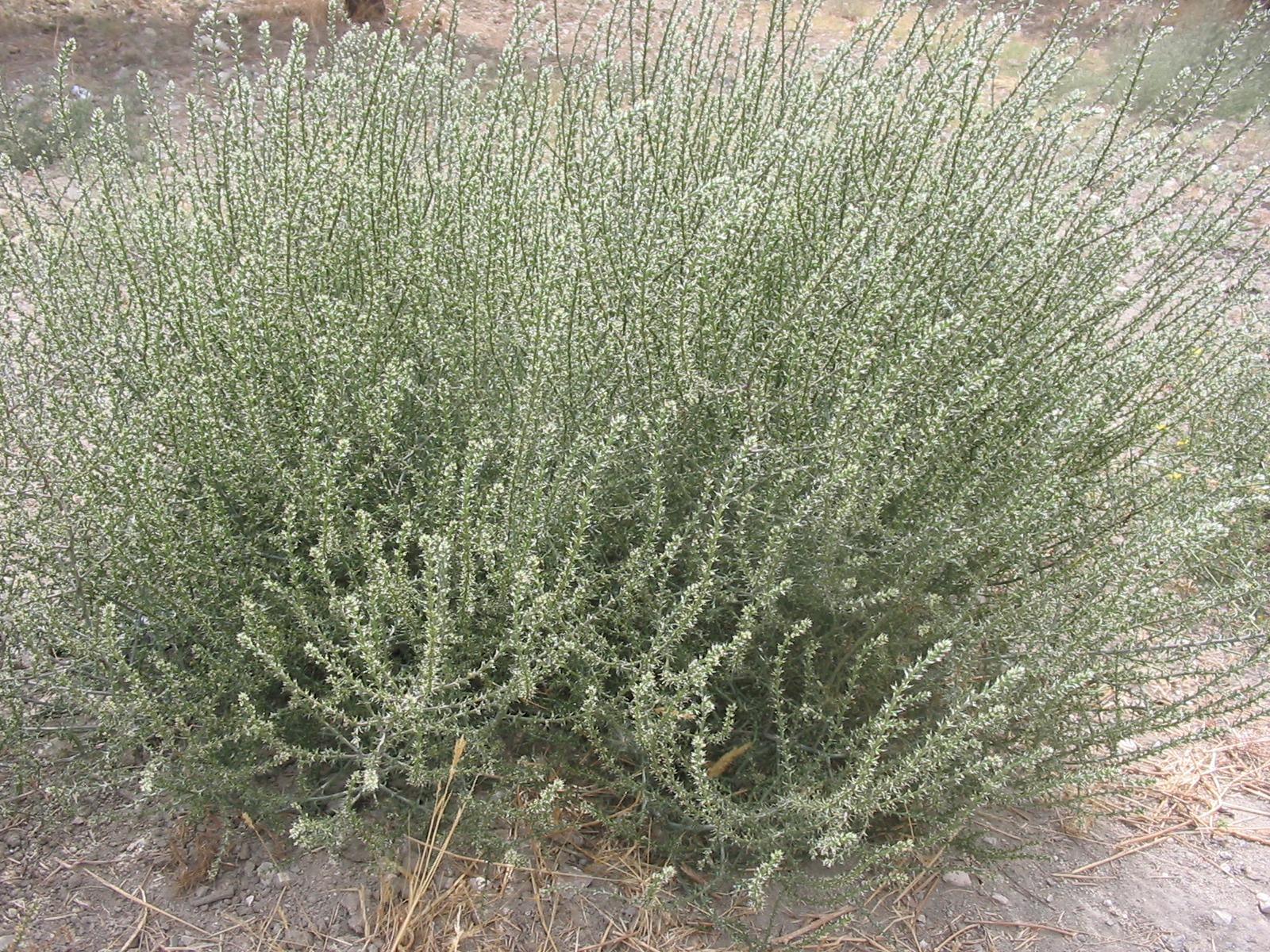
Курай поташевий — одна з кормових рослин тарбаганчика.

Раціон тарбаганчиків різниться в залежності від пори року. Навесні та влітку їхній улюблений корм — цибульки і соковиті стебла посухостійких рослин (наприклад, тонконога бульбистого, галофітів), які постачають їм не тільки поживні речовини, а і вкрай необхідну воду, адже ці гризуни практично не п'ють. Восени тушканчики харчуються більш калорійним і сухим насінням рослин. В середньому частка зелених частин в їхньому раціони становить 57—89 %, насіння складає 7—27 %, підземні органи рослин — 1—19 %, комахи — 1—5 %.
Під час годівлі тушканчики рухаються від рослини до рослини, відкушуючи зелені стебла. Насіння збирають з поверхні землі або зривають з рослин разом з плодами. Тарбаганчики вкрай рідко розривають землю в пошуках корму. Їм також не притаманний рух кроком, зазвичай у стані спокою вони просто повільно відштовхуються обома задніми ногами, спираючись на передні кінцівки. У разі небезпеки рятуються стрімким бігом, при цьому відштовхуються від землі тільки задніми лапами, але не зовсім синхронно. Найвища зафіксована в них швидкість дорівнює 7,6 м/с при довжині стрибка 95 см. Хоча ці тварини досить витривалі бігуни, однак за найменшої нагоди вони воліють заховатись у нору. Зрідка в момент небезпеки зачаюються, лягаючи на землю. Наполоханий тушканчик сигналізує родичам про небезпеку строкатим хвостовим «прапором».
Цей гризун полюбляє облаштовувати нори у щільному ґрунті. Нори тарбаганчика мають специфічну будову, подібну до житла тушканів. У них виділяють декілька складових: початковий хід, гніздову камеру, головний і бічний ходи. Початковий хід тварина риє неглибоко під поверхнею землі у горизонтальному напрямку, причому іноді такий тунель може сягати 6 м завдовжки (звичайна довжина близько 4 м). Вирита земля залишається на поверхні у вигляді плоского довгастого насипу. Цей хід розгалужується. Одне відгалуження веде углиб, де гризун облаштовує гніздову камеру. Друге відгалуження початкового тунелю веде до поверхні, воно закінчується одним головним виходом. Від цієї галереї нерідко відгалужується ще один бічний хід, але він, як правило, не має вихідного отвору і закінчується сліпо за 1—2 см від поверхні. Цей глухий кут тарбаганчик використовує як запасний вихід у разі блокування в норі нападником, рятуючись, гризун пробиває головою тонке склепіння і вискакує на поверхню. Землею, виритою при прокладанні головного і бічного ходів, тварина засипає початковий тунель зсередини. Таким чином, біля головного виходу з нори тарбаганчика ніколи не буває демаскуючих горбків землі, більш того, вдень цей вихід тварина часто закриває корком з утрамбованих земляних грудочок (так зване віконце або копієчка). Щільно засипаний землею початковий хід, навпаки, має горбок, причому тушканчик нерідко робить у ньому 2—3 неглибоких ямки («копанці»), які мають вигляд оманливих вхідних отворів.
Зазвичай тварина закриває вихід з нори зсередини на час сну (тобто вдень), причому робить це не тільки з міркувань безпеки, але і задля дотримання сприятливого мікроклімату. Самиця, яка відлучається на годівлю, закорковує вхід ззовні, щоби убезпечити малят від проникнення хижаків. Слід зазначити, що кожна особина, як правило, облаштовує декілька нір: постійну літню, зимову і захисні. Зимова нора відрізняється від описаної вище літньої відсутністю запасного виходу, більшою глибиною та наявністю додаткових камер на різних рівнях. Їх тушканчик використовує взимку як тимчасові помешкання в залежності від тої чи іншої температури ґрунту. Захисні нори мають вкрай примітивну будову — це просто похилі ходи, що завершуються камерою без гнізда, в них тушканчик ховається від прудких наземних і пернатих переслідувачів. Гнізда у зимових і літніх норах тварини вистеляють стеблами злаків, пір'ям та шерстю.
Період розмноження збігається з порою найкращої забезпеченості кормом і вологою, а тому в кожному регіоні має свої відмінності. Так, на північно-західному кордоні ареалу і в центральній його частині, де кліматичні умови найбільш суворі, тушканчики малі дають два приплоди: навесні і наприкінці літа. На півночі і сході ареалу самиці також народжують двічі, але тільки навесні. У найбільш придатних для життя південних і південно-західних частинах ареалу тарбаганчики дають по три приплоди на рік: два навесні і один восени. За спостереженнями у західній частині ареалу осіннє розмноження інтенсивніше за весняне. Вагітність у цих тварин триває близько 20 днів, причому резорбція ембріонів трапляється рідко. Зазвичай в приплоді буває від 1 до 8 (найчастіше 2—5) дитинчат, молоді самиці народжують 1—4 малюка, найменші за розміром виводки мають самиці, що народжують навесні повторно. Вага новонароджених тушканчиків ледь сягає 4—5 г. Лактація триває 35—40 днів. До моменту самостійного виходу на поверхню вага дитинчат збільшується до 13—21 г. Молодняк, народжений весною, досягає статевої зрілості вже за три місяці і приступає до розмноження осінню того ж року. Тварини, народжені восени, дорослішають значно повільніше і досягають статевої зрілості через 9 місяців, вперше вони беруть участь у гоні весною наступного року. Тривалість життя тушканчиків у природних умовах в середньому становить 2—2,5 роки. До їхніх природних ворогів належать змії, нічні хижі птахи, тхори, лисиці, корсаки, барханні коти тощо.

## Значення
Оскільки тушканчик малий воліє селитися на непридатних для землеробства землях, він не має господарського значення. Проте в тих областях, де його популяції сусідять із сільськогосподарськими угіддями, його вважають шкідливим гризуном. У цих районах тарбаганчики шкодять посівам зернових і баштанних культур. У пшениці та інших злаків вони вигризають стебла у фазі виходу в трубку, а також зерно під час його дозрівання. На баштанах вибирають із ріллі посіяне насіння динь, гарбузів і кавунів.
В основній, західній, частині ареалу популяції тушканчика малого відносно щільні, а їхній стан стабільний. Разом з тим цей вид належить до стенобіонтів (організмів, пристосованих до вузької амплітуди екологічних факторів), а придатні для нього біотопи невеликі за площею. Тому ізольовані південні популяції, віддалені від основного ареалу на сотні кілометрів, зазнають різких коливань густини і мають тенденцію до зменшення. Особливої уваги потребують східні підвиди Pygeretmus pumilio selevini, Pygeretmus pumilio bulatoides і Pygeretmus pumilio iliensis, чиї зони розселення мають площу, відповідно, 32 400 км², 28 900 км² і 7200 км². Вони можуть бути уразливими. Основну небезпеку для популяцій тарбаганчика становить зменшення придатних для нього біотопів через розорювання території.